# La rivoluzione di Wikipedia
La rivoluzione di Wikipedia. Come un gruppo di illustri sconosciuti ha creato la più grande enciclopedia del mondo è un libro del 2009 il cui autore è Andrew Lih, ricercatore sui nuovi media e scrittore.
L'opera copre il periodo che va dalla fondazione di Wikipedia nel 2000 fino all'inizio del 2008 e spazia dalle brevi biografie di Jimmy Wales, Larry Sanger e Ward Cunningham ai resoconti degli eventi più controversi della storia dell'enciclopedia, come il caso Essjay e la controversia sulle biografie nella Wikipedia in lingua inglese.

## Edizioni
- Andrew Lih, The Wikipedia Revolution, New York, Hyperion Books, 2009, ISBN 1-4013-0371-4.
- Andrew Lih, La rivoluzione di Wikipedia. Come un gruppo di illustri sconosciuti ha creato la più grande enciclopedia del mondo, traduzione di Ciro Castiello, Torino, Codice Edizioni, 2010, ISBN 978-88-7578-151-4.